# Musau
Musau è un comune austriaco di 390 abitanti nel distretto di Reutte, in Tirolo.